# Sand Point and Middle Hope

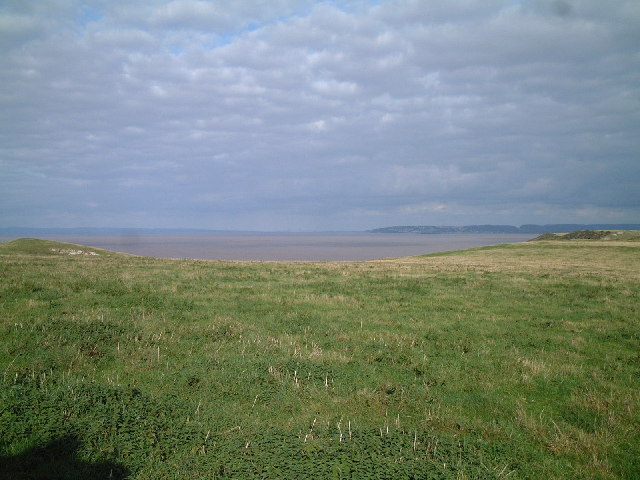
Blick über Middle Hope

Sand Point in Somerset, England, ist die Halbinsel, die sich von Middle Hope aus in den Bristol-Kanal streckt. Das Gebiet ist insgesamt eine biologische und geologische Site of Special Scientific Interest mit einer Größe von 84,1 ha (208 acre). Das Schutzgebiet liegt nördlich von Kewstoke und von dem Küstenabschnitt Sand Bay nördlich von Weston-super-Mare. An klaren Tagen hat man von dort eine gute Aussicht auf Flat Holm, Südwales, Clevedon, die Prince of Wales Bridge und die Severn Bridge. Zieht man eine Linie von Sand Point nach Lavernock Point in Süd-Wales erhält man die Grenze zwischen dem Severn Estuary und dem Bristol-Kanal.
Middle Hope ist eine Anhöhe aus Kalkstein des Karbon-Zeitalters mit ungewöhnlichen geologischen Formationen, unter anderem einer Klippe aus dem Pleistozän mit einer Vielzahl von Fossilien und wurde daher zur Regionally Important Geological Site erklärt. Die geologische Schichtung und die Bodenbeschaffenheit sind günstig für eine Anzahl seltener Pflanzen. Menschliche Besiedlung ist durch ein Bowl Barrow (Hügelgrab) und ein Disc Barrow aus der späten Jungsteinzeit oder der Bronzezeit und die Überreste einer Motte (motte-and-bailey castle). Woodspring Priory, eine ehemalige augustinische Priory, welche im frühen 13. Jahrhundert gegründet wurde, steht unmittelbar südlich im Anschluss an die Felsformationen. Die Priory und das umgebende Land gehören dem National Trust und sind ein beliebtes Naherholungsziel.

## Geologie

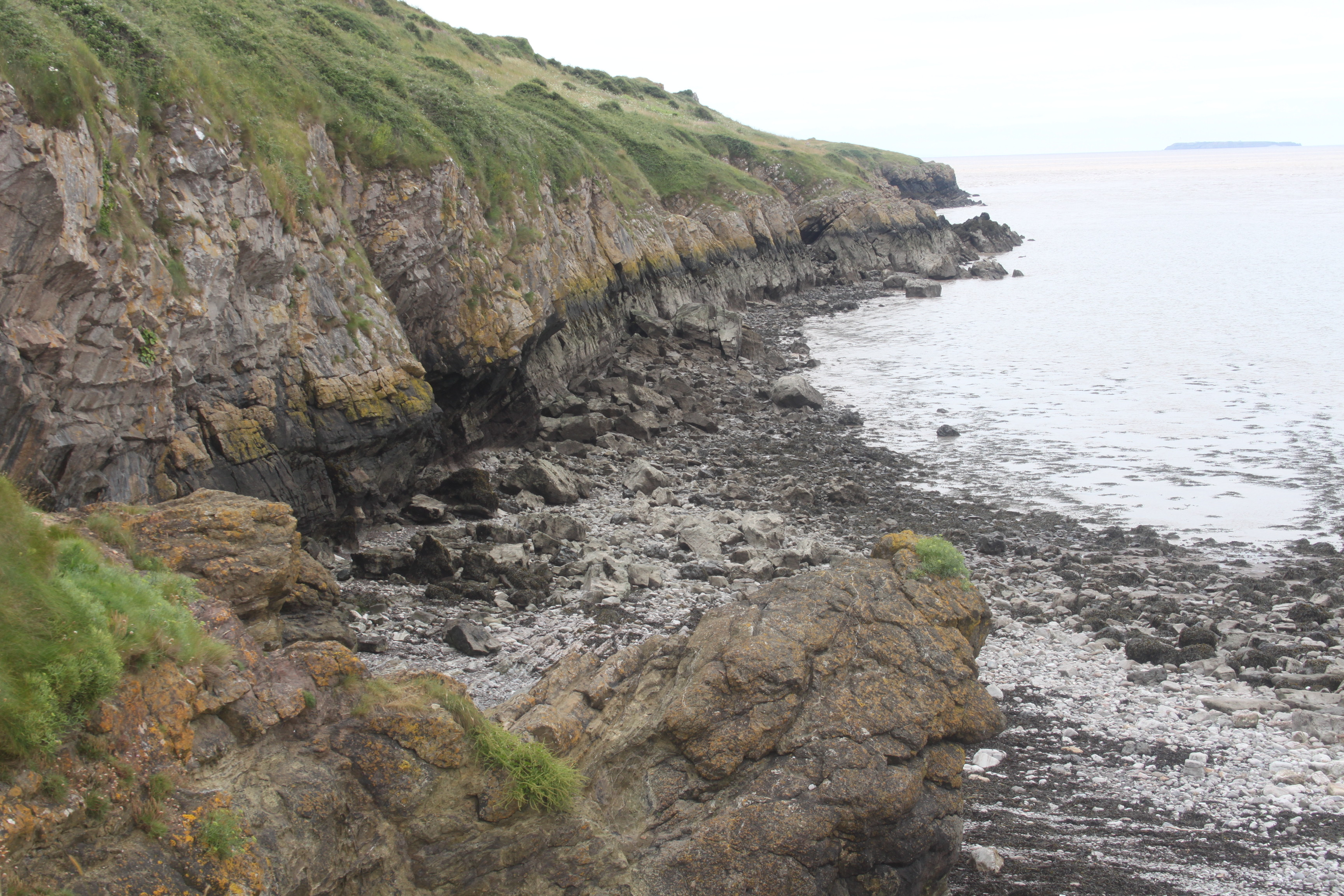
Klippen und Felsküste bei Middle Hope.

Bei Middle Hope steht ein Felsen aus Kalkstein an, der auch dicke Schichten vulkanischen Tuffs und Lava enthält und sich damit in die Epoche des Tournaisium datieren lässt. Zusätzlich ist ein Fossil-Cliff und eine Küstenplattform seit dem Pleistozän angelegt. Diese Landschaftsformationen führten zur Auszeichnung von Middle Hope als Regionally Important Geological Site (RIGS).
Die erhöhten Strandterrassen aus von Wellen geformten Plattformen entstanden durch Schwankungen der Meereshöhe im Bristolkanal seit dem Quartär. Die Schichtung von vulkanischen und sedimentären Gesteinen, inklusive des Black Rock Limestone, ermöglicht es, die Ereignisse vor 350 Mio. Jahren nachzuvollziehen. Die Bänke wurden gefaltet und zusammengepresst im Verlauf der Variszische Orogenese.

## Flora
Auf den kalkigen und sandigen Standorten kommen verschiedene seltene Pflanzenarten vor, unter anderem Ranunculus parviflorus (smallflower buttercup), Blaugrüner Faserschirm (Trinia glauca, honewort), Pfingstnelke (Dianthus gratianopolitanus, Cheddar pink) und Somerset hair grass (Koeleria vallesiana), Die Grasflächen auf Kalkböden werden von Festuca-Arten und Dactylis glomerata dominiert, während die Buschzonen im Westen vor allem aus Weißdorn (hawthorn, Crataegus monogyna) und Schlehdorn (blackthorn, Prunus spinosa) gebildet werden und im Osten Stechginster (common gorse, Ulex europaeus) und Brombeeren (Blackberry/bramble, Rubus fruticosus agg) dominieren.

## Geschichte

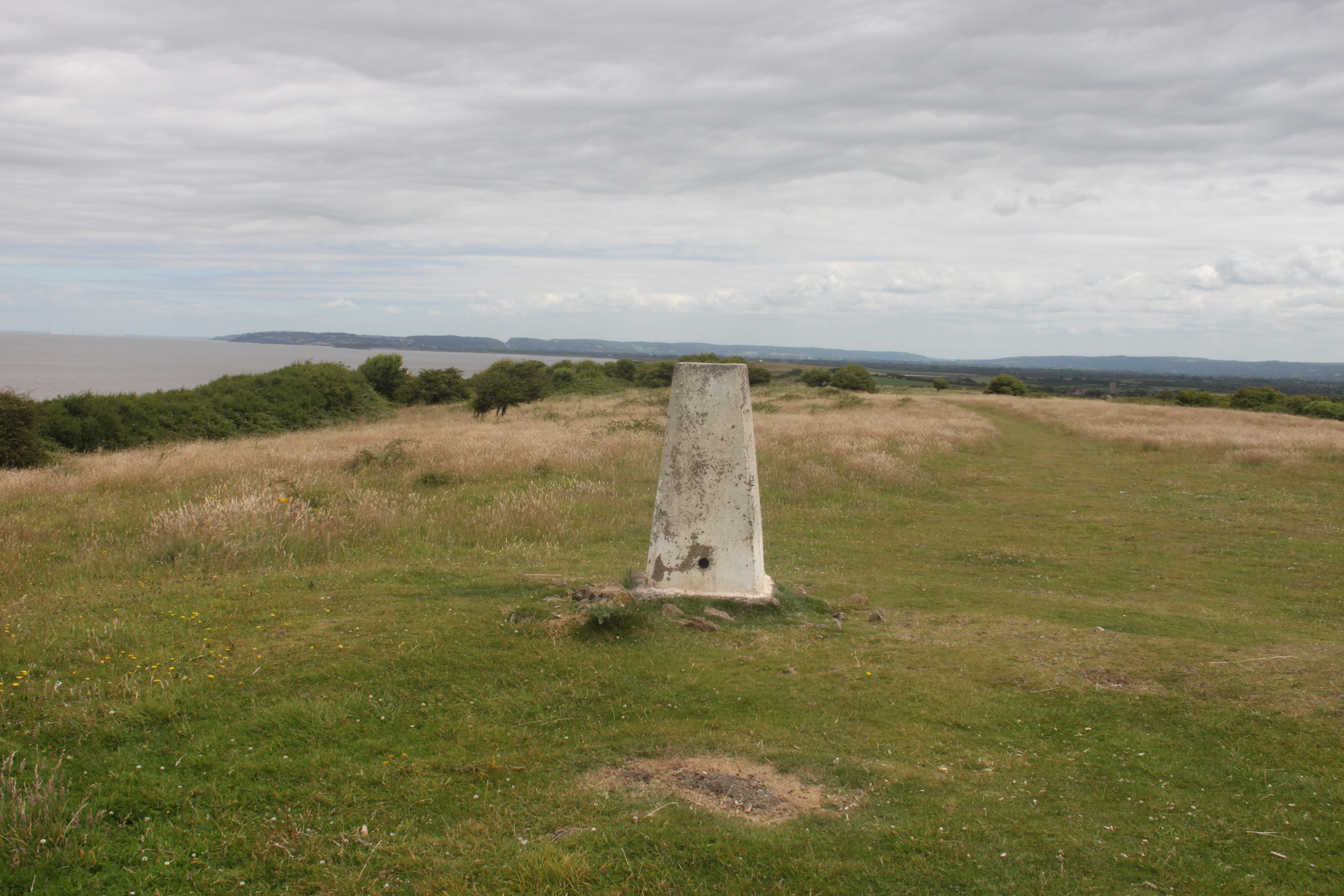
Die Triangulation Station und Lokalität von Bowl Barrow und Disc Barrow.

Hinweise auf eine frühe menschliche Besiedlung geben zwei Hügelgräber (bowl barrow & disc barrow) aus dem späten Neolithikum oder der Bronzezeit auf der Anhöhe. Das Bowl Barrow misst 10 m im Durchmesser und ist etwa 0,5 m hoch. Etwas weiter westlich davon liegt das Disc Barrow, welches von einem Wall und Graben umgeben ist, die ein Gebiet von ungefähr 8 m Durchmesser umschließen. Diese Anlage befindet sich am höchsten Punkt, wo Ordnance Survey einen Trigonometrischen Punkt installiert hat.
Eine Motte wurde wahrscheinlich nach der Normannischen Eroberung Englands errichtet. Die Stelle ist bekannt als Castle Mound (Castle Batch) und kann als 2 m hoher Hügel mit einem Durchmesser von ca. 30 m und einem Graben an der landwärtigen Böschung wahrgenommen werden. Der Hügel   wurde durch die Konstruktion eines Gebäudes während des Zweiten Weltkrieges beschädigt. Die mittelalterliche Datierung ist nicht ganz sicher, da einige Quellen den Hügel als Rest eines Wachtturmes aus dem 16. Jahrhundert ansehen. Die Mauern der Schafhürden wurden von Gefangenen der Napoleonischen Kriege errichtet. Hope Cove an der Nordküste hatte einen Ruf als Schmugglerversteck, da es „gut entfernt war von den Männern der königlichen Zoll- und Steuerbehörde“ (well away from the men of HM Customs and Excise).
Woodspring Priory war eine augustinische Priory. Sie wurde von William de Courtney, im frühen 13. Jahrhundert gegründet und  Thomas Becket geweiht. Die kleine Kommunität errichtete eine Kirche und Wohngebäude im Laufe der folgenden hundert Jahre. Die Kommunität waren Victorine Canons (Regularkanoniker), die von den Lehren der Zisterzienser beeinflusst waren und wert auf Handarbeit und Selbstversorgung legten. Aus diesem Grund arbeiteten die Ordensmitglieder sowohl in der Landwirtschaft als auch als Kleriker in den umliegenden Kirchen. Trotz einiger Stiftungents von Ländereien war die Priory nicht besonders wohlthabend bis ins 15. Jahrhundert, als weitere Gebäude, unter anderem die jetzige Kirche, Hospital (infirmary) und Kornspeicher errichtet wurden. bereits 1536 wurde das Kloster aufgelöst und ging in den Besitz von lokalen Adligen über und wurde an Farmer verpachtet. 1969 übernahm der Landmark Trust die Priory und wandte 20 Jahre zur Restaurierung auf. Seit den 1990ern wurde das Farmhouse als Feriendomizil vermietet. Die erhaltenen Gebäude sind die Priory Church, ein Ersatzbau für die alte Kirche aus dem 13. Jahrhundert, Infirmary, Barn (Kornspeicher) und Prior’s Lodging aus dem 16. Jahrhundert, welches zum Farmhouse umgebaut worden war. Die ganze Anlage war um einen zentralen Kreuzgang (cloister) angeordnet, von dem nur die Ostmauer und die Westmauer des Kapitelhauses (chapter house) überdauert haben. Sakristei, Refektorium, Chapter House, Lady Chapel (Frauenkapelle) und Parlour (Vorhalle) wurden abgetragen.
Aufgrund der biologischen und geologischen Bedeutung des Areals wurde das Gebiet 1952 als Site of Special Scientific Interest ausgewiesen. 1968 wurde die Priory und das umgebende Land von Middle Hope vom National Trust for Places of Historic Interest or Natural Beauty als Teil des  Project Neptune erworben.
Während des Zweiten Weltkrieges wurden Waffen in Sand Point getestet, in Kombination mit der Militärbasis Birnbeck Pier die als „HMS Birnbeck“ von der Admiralty als Teil des Department of Miscellaneous Weapons Development (DMWD – Abteilung für die Entwicklung unterschiedlichster Waffen) zu Forschungszwecken beauftragt wurde. Zu diesem Zweck wurden Gebäude bei St Thomas Head, östlich von Middle Hope, errichtet. Einige davon wurden seither wieder abgerissen und das Gelände wird heute von QinetiQ als Testgelände für Sprengstoffe und als Sprengtestgelände genutzt.